# Linnaeaceae
Linnaeaceae ( Backlund 1908) é uma família de plantas angiospérmicas (plantas com flor - divisão Magnoliophyta), pertencente à ordem Dipsacales.
A ordem à qual pertence esta família está por sua vez incluida na classe Magnoliopsida (Dicotiledóneas): desenvolvem portanto embriões com dois ou mais cotilédones.
São arbustos das regiões temperadas, principalmente do Sudeste da Ásia e América do Norte.

## Gêneros
Segundo a Classificação Filogenética APG, a família é constituida por 5 gêneros:
- Abelia
- Dipelta
- Kolkwitzia
- Linnaea
- Zabelia.